# Johannes Burmeister
Johannes Burmeister, auch Johann Burmeister (* 1576 in Lüneburg; † 23. August 1638 in Uelzen) war ein deutscher evangelisch-lutherischer Pastor und Generalsuperintendent für das Herzogtum Sachsen-Lauenburg von 1628 bis 1635, zuletzt Propst von Uelzen, sowie neulateinischer Dichter.

## Leben und Wirken
Burmeister war ein Verwandter, vermutlich Cousin, von Joachim Burmeister. Ab 1594 studierte er Evangelische Theologie an der Universität Rostock. 1600 krönte ihn Nikolaus von Reusner als Comes palatinus in Jena zum poeta laureatus. 1601 wurde er vom damaligen lauenburgischen Generalsuperintendenten Johannes Rupertus ordiniert und als Diakon in Lauenburg/Elbe eingeführt. 1603 wurde er auf die Pfarrstelle nach Gülzow berufen. 1627, als die Wirren des Dreißigjährigen Krieges das nördliche Elbufer erreichten, floh er nach Hamburg. Das Pfarrhaus in Gülzow wurde von kroatischen kaiserlichen Truppen geplündert und niedergebrannt.
1628 erfolgte die Berufung Burmeisters zum Pastor von Lauenburg/Elbe und Generalsuperintendenten des Herzogtums Lauenburg. Dieses Amt trat er in einer politisch schwierigen Zeit an, denn im Dreißigjährigen Krieg hatte das Herzogtum immer wieder unter Truppendurchzügen zu leiden, durch die auch an Kirchen und Pastoraten große Schäden entstanden und vor allem auf dem Land große Not erzeugt wurde.
1635 wechselte Burmeister als Propst nach Uelzen, wo er starb.

## Werke
Neben Personalschriften sind von Burmeister etliche Umarbeitungen antiker Autoren zur Darstellung biblischer Stoffe erhalten, die er inversiones und sacrae parodiae nannte. Diese Umarbeitungen, die systematisch heidnische Elemente durch christliche ersetzen, waren in der Zeit von etwa 1590 bis 1620 bei protestantischen Gelehrten in Mitteleuropa besonders beliebt, danach starb diese Kunst aus. Ein hervorragender Vertreter war Paul Melissus, im benachbarten Holstein der Pastor Wilhelm Alard, der 1613 einen Anacreon Christianus veröffentlichte. Die sacrae parodiae dienten der Unterhaltung und Erbauung und wohl auch schulischen Zwecken. Burmeister adaptierte beispielsweise 1621 Plautus’ Amphitruo zu einer Art Krippenspiel unter dem Titel Mater-Virgo.
- Martialis Renati. Parodiarum Sacrarum M. Val. Martialis Epigrammata. 3 Bände, Goslar, Lüneburg: Hans Stern und Johann Vogt 1612

Digitalisat Band 1, Bayerische Staatsbibliothek
Digitalisat Band 2, Bayerische Staatsbibliothek
Digitalisat Band 3, Bayerische Staatsbibliothek
- Saturnaliorum Christianorum Libri septem. Goslar: Vogt 1619

Digitalisat, UB Göttingen
- M. A. Plauti Renati sive Sacri Mater-Virgo, comoedia prima ex Amphitruone ad Admirandum Conceptionis et Incarnationis Filii Dei Misterium inversa. Lüneburg: Michaelis 1621
- M. A. Plauti renati sive sacri Aulularia, comoedia tertia ex fabula ethnica ad biblicam de Achanis furto historiam inversa. Hamburg: Mose 1629

### Moderne Ausgabe
- Michael Fontaine (Hrsg.): Joannes Burmeister: Aulularia and Other Inversions of Plautus. (= Bibliotheca Latinitatis Novae) Leuven: Leuven University Press 2015, ISBN 978-94-6166-179-1